# Amt Nieukerk
Das Amt Nieukerk war bis 1969 ein Amt im Kreis Geldern in der preußischen Rheinprovinz und in Nordrhein-Westfalen. Es ging aus der Bürgermeisterei Nieukerk hervor. Sein Gebiet gehört heute zur Gemeinde Kerken im nordrhein-westfälischen Kreis Kleve.

## Bürgermeisterei Nieukerk
Der Raum Nieukerk gehörte bis 1713 zum Herzogtum Geldern und kam dann zu Preußen. Von 1798 bis 1814 stand der linke Niederrhein unter französischer Herrschaft. Während dieser Zeit wurde in Nieukerk nach französischem Vorbild eine Mairie eingerichtet, die zum Kanton Geldern im Arrondissement Kleve des Rur-Departements gehörte. Nachdem 1814 der gesamte Niederrhein auf dem Wiener Kongress dem Königreich Preußen zugeschlagen wurde, kam die Gegend 1816 zum neuen Kreis Geldern in der Provinz Jülich-Kleve-Berg, der späteren Rheinprovinz. Aus der Mairie Nieukerk der Franzosenzeit wurde die preußische Bürgermeisterei Nieukerk.
Die Bürgermeisterei Nieukerk umfasste die Landgemeinden Nieukerk und Eyll.

## Amt Nieukerk

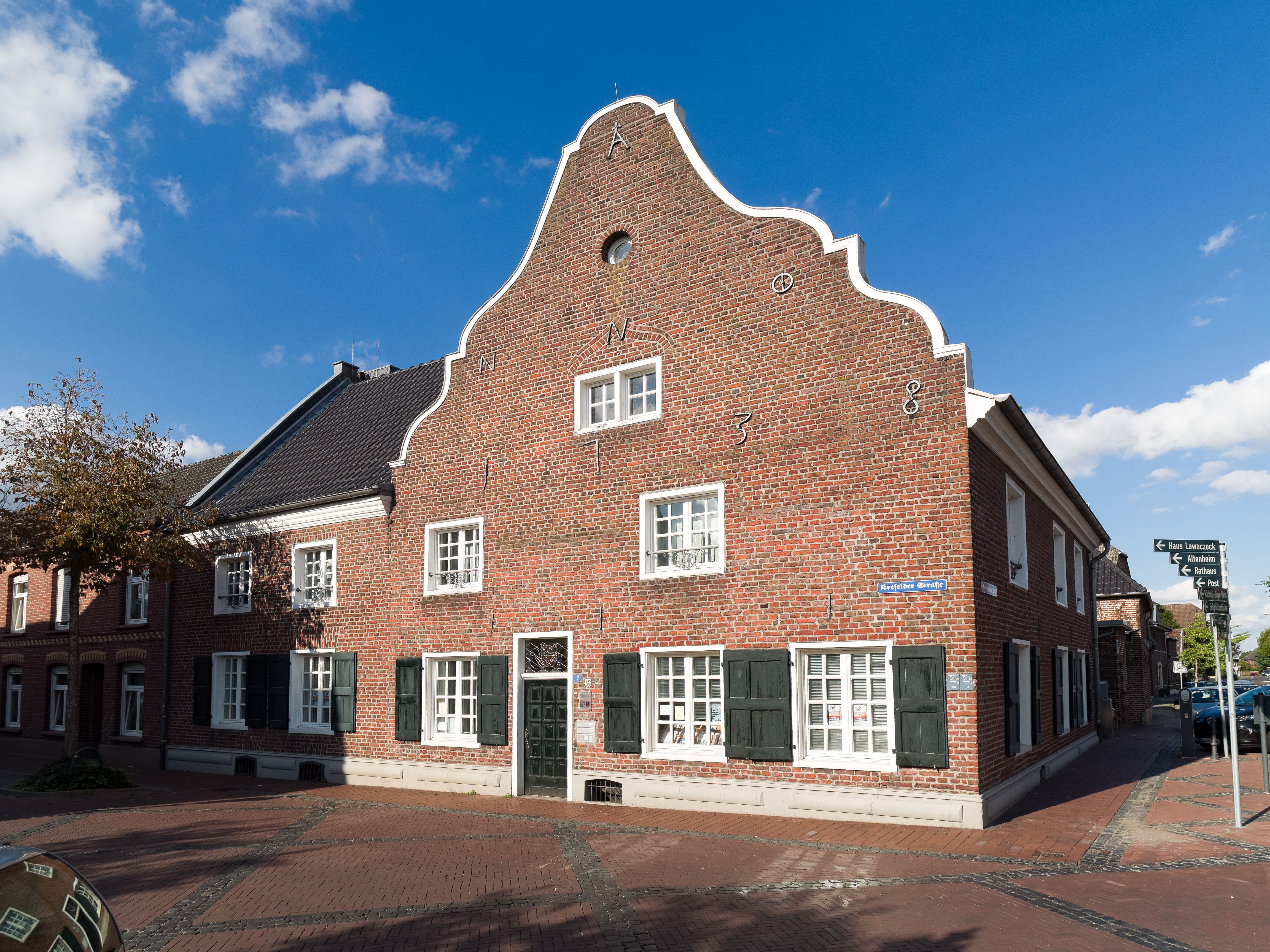
Ehemaliges Rathaus des Amtes Nieukerk

Am Ende des Jahres 1927 wurde die Bezeichnung aller rheinischen Landbürgermeistereien in „Amt“ geändert. Die Bürgermeisterei Nieukerk hieß seitdem Amt Nieukerk.
Das heutige Gemeindearchiv in der Krefelder Straße 2 diente von 1922 bis 1969 als Rathaus des Amtes Nieukerk.
Am 1. Juli 1969 wurde das Amt Nieukerk durch das Gesetz zur Neugliederung des Landkreises Geldern aufgelöst. Seine beiden Gemeinden Nieukerk und Eyll wurden Teil der neuen Gemeinde Kerken, die seit 1975 zum Kreis Kleve gehört.

## Einwohnerentwicklung
| Jahr | Einwohner | Quelle |
| ---- | --------- | ------ |
| 1828 | 2677      | [ 6 ]  |
| 1871 | 3512      | [ 7 ]  |
| 1885 | 3948      | [ 8 ]  |
| 1895 | 4107      | [ 9 ]  |
| 1905 | 4069      | [ 10 ] |
| 1910 | 4090      | [ 11 ] |
| 1933 | 4274      | [ 12 ] |
| 1939 | 4180      | [ 12 ] |
| 1950 | 5001      | [ 13 ] |
| 1961 | 5163      | [ 14 ] |